# Total Direct Énergie/Saison 2020
Diese Liste beschreibt die Mannschaft und die Erfolge des Radsportteams Total Direct Énergie in der Saison 2020.

## Siege
UCI WorldTour
| Datum    | Rennen                | Fahrer            |
| -------- | --------------------- | ----------------- |
| 12. März | 5. Etappe Paris-Nizza | Niccolò Bonifazio |

UCI Continental Circuits
| Datum      | Rennen                              | Kat. | Fahrer            |
| ---------- | ----------------------------------- | ---- | ----------------- |
| 26. Januar | 7. Etappe La Tropicale Amissa Bongo | 2.1  | Lorrenzo Manzin   |
| 5. Februar | 2. Etappe Saudi Tour                | 2.1  | Niccolò Bonifazio |

## Mannschaft
| Teamkader 2020                     | Teamkader 2020     | Teamkader 2020 | Teamkader 2020                       |
| Name                               | Geburtsdatum       | Land           | Vorheriges Team                      |
| ---------------------------------- | ------------------ | -------------- | ------------------------------------ |
| Leonardo Bonifazio                 | 20. März 1991      | Italien        | Unieuro Trevigiani-Hemus 1896 (2019) |
| Niccolò Bonifazio                  | 29. Oktober 1993   | Italien        | Bahrain-Merida (2018)                |
| Mathieu Burgaudeau                 | 17. November 1998  | Frankreich     | Vendée U Pays de la Loire (2018)     |
| Jérémy Cabot                       | 24. Juli 1991      | Frankreich     | SCO Dijon (2019)                     |
| Lilian Calmejane                   | 6. Dezember 1992   | Frankreich     | Vendée U (2015)                      |
| Romain Cardis                      | 12. August 1992    | Frankreich     | Vendée U (2015)                      |
| Jérôme Cousin                      | 5. Juni 1989       | Frankreich     | Cofidis, Solutions Crédits (2017)    |
| Marlon Gaillard                    | 9. Mai 1996        | Frankreich     | Vendée U Pays de la Loire (2019)     |
| Damien Gaudin                      | 20. August 1986    | Frankreich     | Armée de terre (2017)                |
| Fabien Grellier                    | 31. Oktober 1994   | Frankreich     | Vendée U (2015)                      |
| Jonathan Hivert                    | 23. März 1985      | Frankreich     | Fortuneo-Vital Concept (2016)        |
| Pim Ligthart                       | 16. Juni 1988      | Niederlande    | Roompot-Nederlandse Loterij (2018)   |
| Florian Maitre                     | 3. September 1996  | Frankreich     | Vendée U Pays de la Loire (2019)     |
| Lorrenzo Manzin                    | 26. Juli 1994      | Frankreich     | Vital Concept-B&B Hotels (2019)      |
| Paul Ourselin                      | 13. April 1994     | Frankreich     | Vendée U Pays de la Loire (2016)     |
| Adrien Petit                       | 26. September 1990 | Frankreich     | Cofidis, Solutions Crédits (2015)    |
| Simon Sellier                      | 4. Januar 1995     | Frankreich     | Vendée U Pays de la Loire (2017)     |
| Romain Sicard                      | 1. Januar 1988     | Frankreich     | Euskaltel Euskadi (2013)             |
| Julien Simon                       | 4. Oktober 1985    | Frankreich     | Cofidis, Solutions Crédits (2019)    |
| Geoffrey Soupe                     | 22. März 1988      | Frankreich     | Cofidis, Solutions Crédits (2019)    |
| Rein Taaramäe                      | 24. April 1987     | Estland        | Katusha-Alpecin (2017)               |
| Niki Terpstra                      | 18. Mai 1984       | Niederlande    | Quick-Step Floors (2018)             |
| Anthony Turgis                     | 16. Mai 1994       | Frankreich     | Cofidis, Solutions Crédits (2018)    |
| Dries Van Gestel                   | 30. September 1994 | Belgien        | Sport Vlaanderen-Baloise (2019)      |
| Valentin Ferron (1. Aug.–31. Dez.) | 8. Februar 1998    | Frankreich     | Vendée U Pays de la Loire (2019)     |
|                                    |                    |                |                                      |
| Quelle: ProCyclingStats            |                    |                |                                      |